# Dendronephthya anguina
Dendronephthya anguina is een zachte koraalsoort uit de familie Nephtheidae. De koraalsoort komt uit het geslacht Dendronephthya. Dendronephthya anguina werd in 1889 voor het eerst wetenschappelijk beschreven door Wright & Studer. 